# Jardin à trois zones

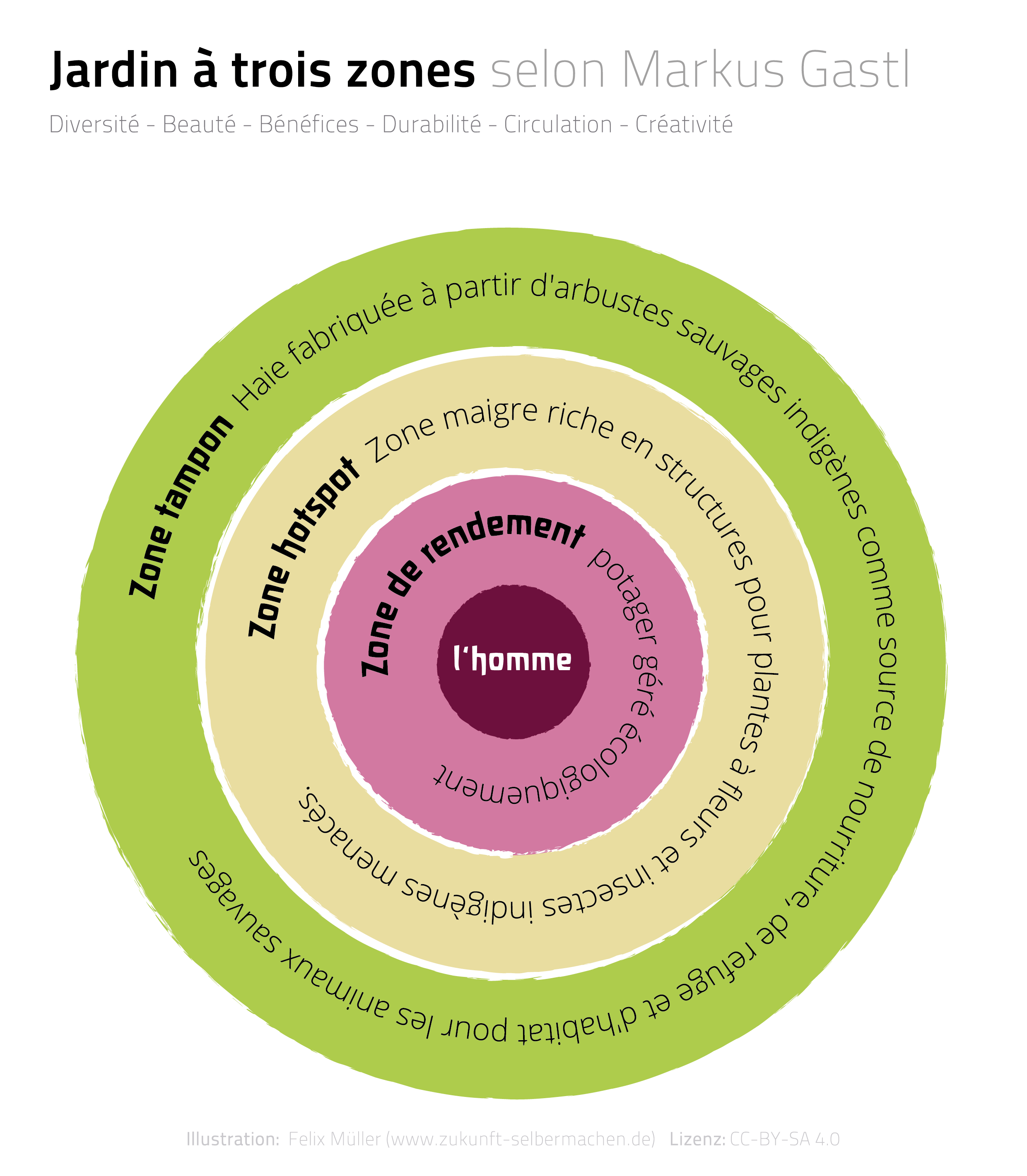
Représentation schématique d'un jardin à trois zones selon Markus Gastl (visiblement inspiré du zonage en cercle de la permaculture). Vert : zone tampon ; jaune : zone hotspot ; rose : zone de rendement ; violet : habitation.

Pour les articles homonymes, voir Jardin et Hortus (homonymie).

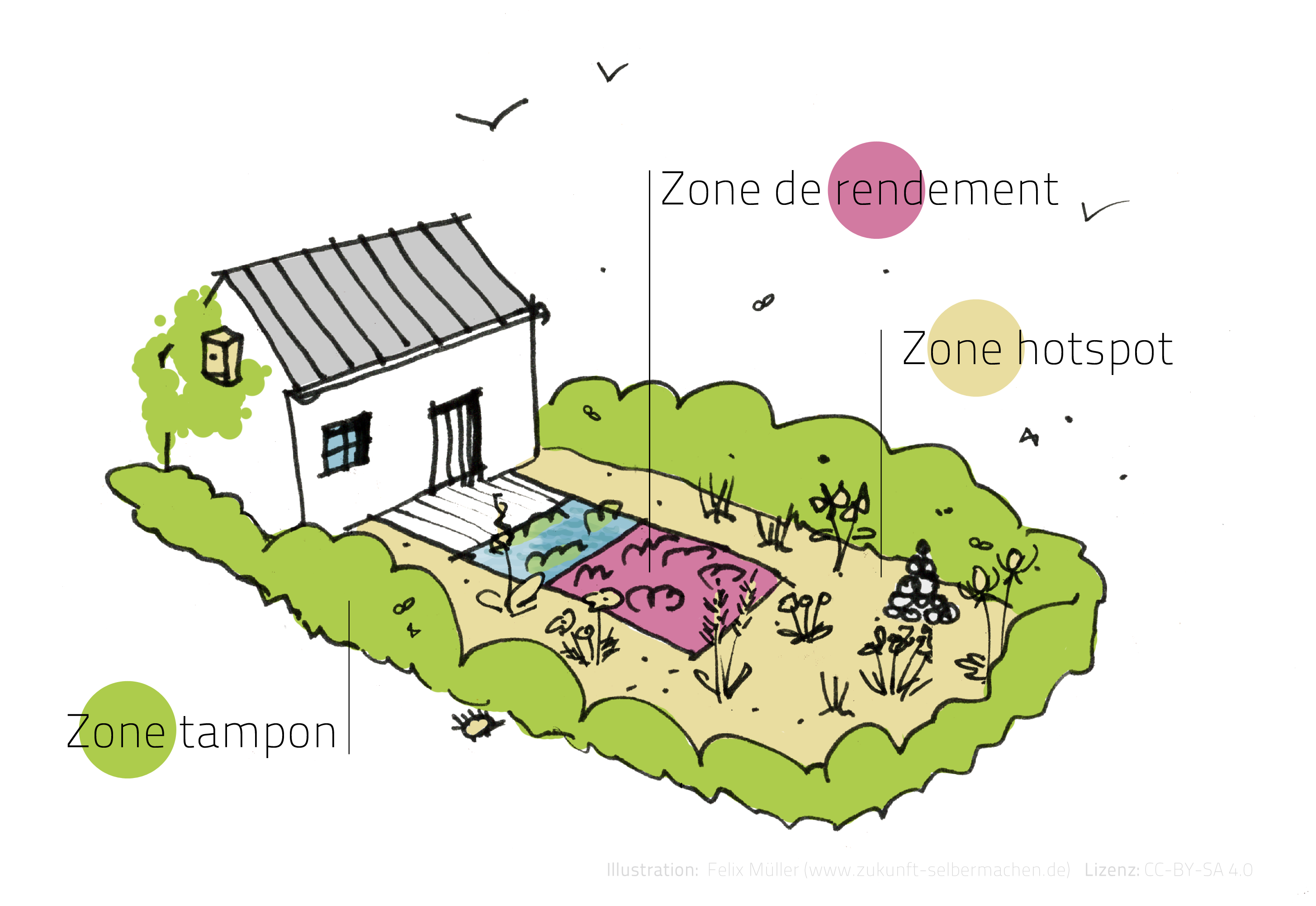
Jardin à trois zones - disposition schématique des zones

Le concept du jardin à trois zones ou hortus est une combinaison d’éléments de permaculture et de jardin naturel, c'est une forme de jardin écologique.
L'objectif est de créer un jardin contribuant à renforcer la biodiversité locale et permettant de cultiver des aliments de manière durable sans ajout d'intrants tels que les engrais. Le modèle est adapté à un climat tempéré et se compose toujours des trois zones suivantes : zone tampon, zone hotspot et zone de rendement. La zone hotspot dont la biodiversité est élevée, en tant que site pauvre, fournit des nutriments nécessaires à la zone de rendement dans laquelle les fruits et légumes sont cultivés. Il a été développé par Markus Gastl. Le « Réseau Hortus », qu'il a également initié, rassemble plus de sept cents jardins à travers l'Europe qui fonctionnent selon le modèle à trois zones. Le réseau Hortus est un projet officiel de la Décennie des Nations Unies pour la diversité biologique.

## Flux des nutriments dans le jardin à trois zones
En entretenant la zone hotspot, on produit en permanence des déchets verts riches en azote  qui sont utilisés comme engrais pour la zone de rendement. Cela garantit la diversité biologique de la zone hotspot, car ainsi les plantes agressives ne peuvent pas s’y installer et étouffer les plantes à fleurs indigènes. Cet engrais vert propre au jardin à trois zones remplace les engrais et substrats achetés. Afin de garantir un apport suffisant de nutriments dans la zone de rendement, les deux zones doivent avoir un rapport de taille approprié et il faut empêcher le ruissellement de nutriments hors de la zone de rendement. Une toilette sèche à séparation, par exemple, comble le manque de nutriments qui résulterait autrement de la consommation alimentaire.

## Zone hotspot

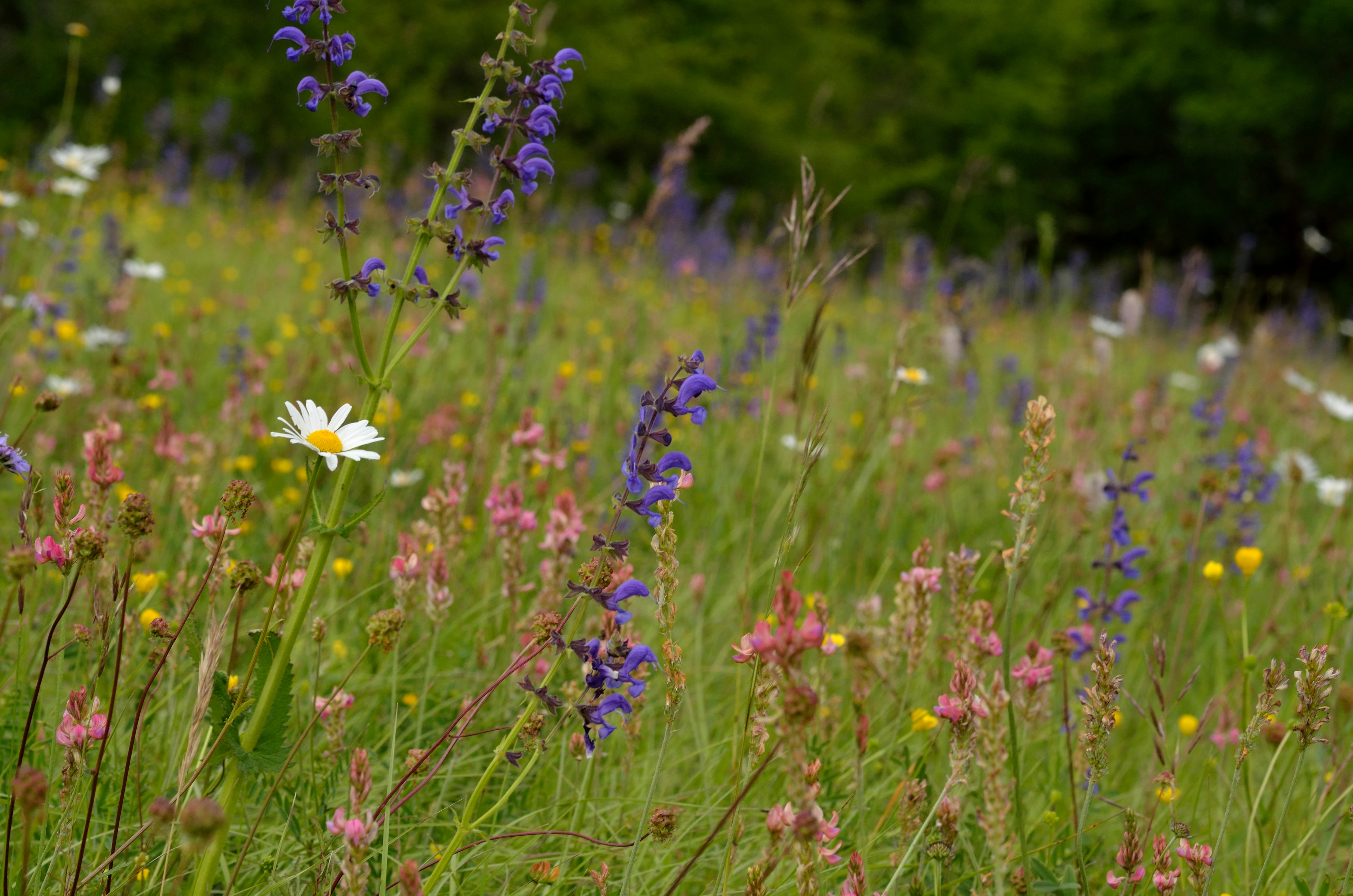
Prairie fleurie (pelouse sur calcaire)

La zone hotspot reproduit des endroits de plus en plus rares et pauvres du paysage naturel et culturel. Il se caractérise par une teneur en humus considérablement réduite et offre un habitat à de nombreuses plantes à fleurs indigènes menacées, entre autres. Il devient de plus en plus difficile d'épandre du fumier dans un paysage cultivé de plus en plus surfertilisé caractérisé par des plantes indicatrices d'azote à forte croissance. Des « modules nature » intégrés (voir infra) offrent des niches écologiques à de nombreux insectes et animaux sauvages. La végétation de la zone hotspot peut être progressivement réduite en retirant les tontes. On peut aussi obtenir artificiellement un sol pauvre lors de l'aménagement du jardin en enlevant la couche d'humus (étrépage) et en appliquant un substrat minéral (gravier, sable ou brique cassée). La fauche des zones pauvres n'a lieu qu'une à deux fois par an, mais elle est essentielle à l'entretien de ces sols, car les tontes sont retirées de la zone hotspot et ne contribuent donc pas à leur fertilisation. Cela correspond aux modèles historiques de l'agriculture avant l'introduction des engrais minéraux (rotations avec jachères). Les longs intervalles entre les fauches permettent d'utiliser les plantes avec plus de succès comme lieu de nidification pour les insectes.

## Zone de rendement
La zone de rendement correspond à un potager géré écologiquement en culture mixte. Pour augmenter la fertilité des sols, cette zone est fertilisée avec des déchets verts et des matières organiques provenant des deux autres zones. On réalise cela, entre autres, en paillant la surface.

## Zone tampon
La zone tampon protège le jardin de l’extérieur. Elle consiste en haies de plantes sauvages indigènes et sert principalement de refuge et de source de nourriture pour les animaux sauvages. On amène les émondes de cette zone vers la zone de rendement.

## Modules naturels et superplatebande

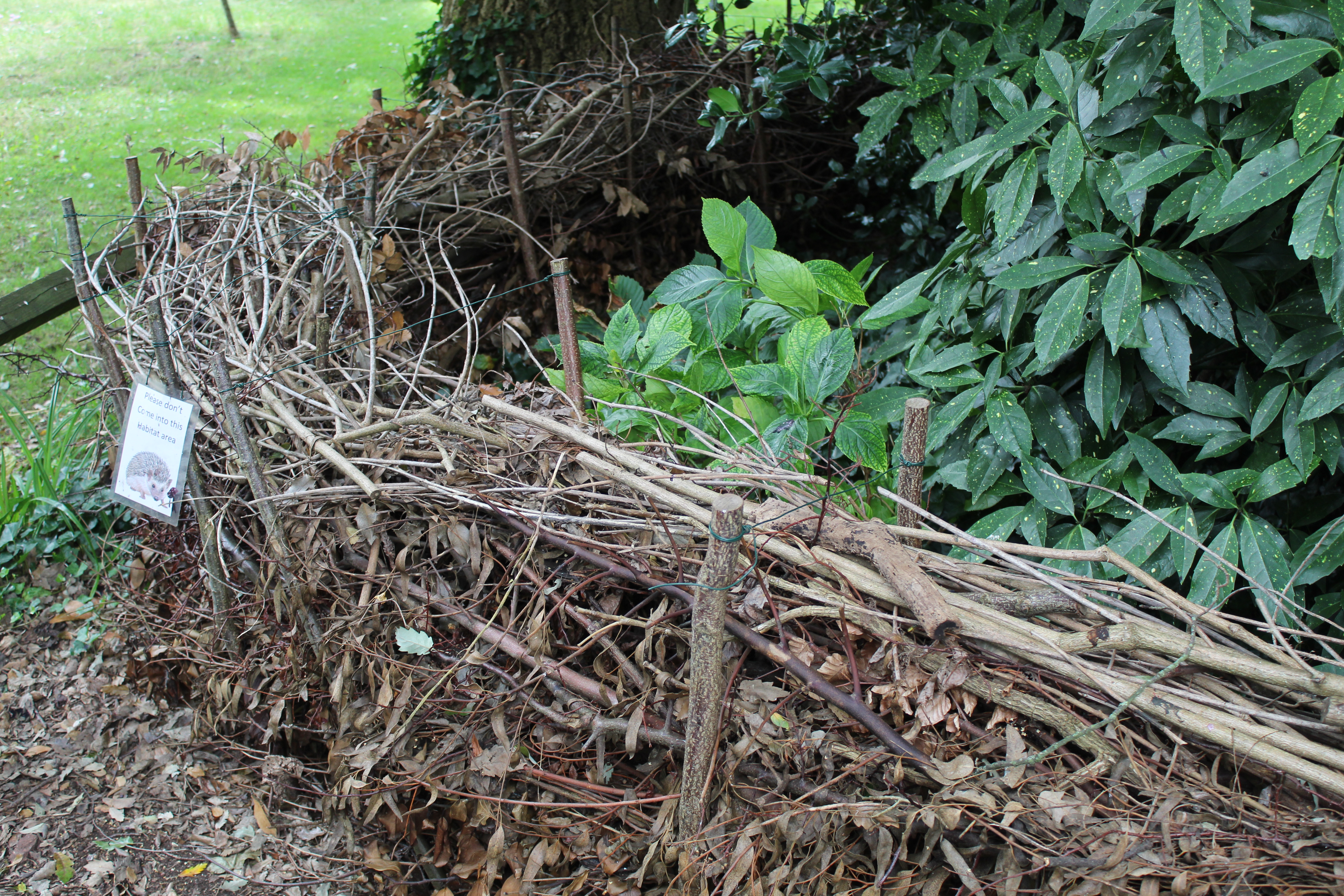
Haie de bois mort

Les modules naturels sont des éléments de conception uniques dans le jardin à trois zones qui présentent un avantage pour les animaux sauvages. On les construit dans les zones tampons et les zones sensibles. Ils garantissent un haut niveau de diversité. Les murs en pierres sèches, par exemple, assurent un stockage de chaleur pour les espèces thermophiles. La haie morte, les points d'eau, les habitats constamment humides pour les coléoptères (caves à coléoptères) ou les aides à la nidification pour les insectes nichant au sol (bacs de sable). Les modules naturels créent de nombreuses zones de microclimat, du plein soleil à l'ombre, ainsi que des niches écologiques. Les modules fournissent un abri, des quartiers de nuit et d'hiver et sont utilisés comme terrains de reproduction ou de chasse.
Gastl décrit les plates-bandes surélevées comme des superplatebandes car, selon le substrat et les plantes utilisées, elles peuvent être utilisées soit comme zone hotspot soit comme potager (zone de rendement) ; elles peuvent présenter dans ce cas des analogies avec le jardinage en lasagnes ou avec un anthrosol plaggique, pratique traditionnelle en Écosse et Scandinavie. Elles peuvent être utilisés pour créer toutes les sortes de zones même dans les petits jardins. Elles augmentent la diversité et donc généralement aussi la biodiversité, car les trois zones sont alors moins clairement définies.

## Le Réseau Hortus et Markus Gastl
Le Réseau Hortus est un réseau de jardiniers qui réalisent un jardin à trois zones. Le réseau Hortus et les jardins participants font partie de la Décennie des Nations Unies pour la diversité biologique. Selon les informations disponibles sur le site Internet du réseau, il existe actuellement plus de 750 jardins participants en Allemagne, Autriche, France, Croatie, Hongrie, Suisse et États-Unis.
Le concept du jardin à trois zones a été développé par Markus Gastl après un voyage à vélo de deux ans et demi de la Terre de Feu à l'Alaska. Son idée était de combiner le jardin sauvage classique, qui sert principalement à promouvoir la biodiversité, avec des éléments de permaculture. En 2018, Gastl a reçu la Médaille d'État bavaroise pour services spéciaux rendus à l'environnement.

### Les présupposés de Markus Gastl
Markus Gastl part de l'hypothèse que, contrairement à une idée souvent avancée en écologie, la fertilité des terres agricoles de la planète s'est globalement améliorée, ce qui est corroborré par les données de production FAOSTAT (mais cela ne préjuge pas de la qualité des produits fournis ni de la santé future des sols). La plupart des sols agricoles dans les pays développés, au prix de transferts massifs de fertilité, artificiels ou naturels, ont été adaptés à la production industrielle ou sont en voie de l'être. D'autres sont devenus stériles à cause de surexploitation en conditions difficiles. Il en résulte une perte importante de biodiversité qui n'est pas compensée par la création de parcs naturels ou de zones de diversité. Les jardins à trois zones comprennent donc systématiquement une zone à sol appauvri' censée recréer à terme un sol « sauvage ».
En agriculture écologique, on essaie aussi d'atteindre cet objectif sur certaines surfaces réduites par la pratique de jachères fixes, la culture sur sol inversé … pour des raisons agronomiques mais aussi parce que ces sols naturels sont en voie de disparition. En effet l'ager, la partie principale du sol employée aux cultures dans l'Antiquité et au Moyen-Âge n'était pas réellement amélioré faute de moyens et du fait de contraintes imposées par les possêdants ou la communauté (droits divers, openfield …). On se contentait de maintenir cette fertilité par la pratique de la jachère pâturée, la vaine pâture suivant la récolte et la culture épisodique de légumineuses (une culture de pois ou lentilles tous les six ans en rotation triennale) et de rares apports de fumier ; le sol travaillé à l'araire était peu perturbé. Du point de vue actuel il s'agit de culture extensive or ce type de culture disparaît avec la Révolution agricole.

### Similitudes avec les systèmes traditionnels
Au contraire l'hortus était une zone de production intensive, étymologiquement, un endroit clos c'est-à-dire affranchi des contraintes communautaires et ne risquant pas les dérangements dus aux divagations d'animaux sauvages ou domestiques, au vol ou à la chasse. Il était bêché et recevait les déchets des habitations et bénéficiait de transfert de fertilité (émondes, feuilles mortes, litières des animaux, jonchées des habitations provenant des zones non cultivées (saltus et silva). Il était situé à proximité immédiate des habitations et sa taille était très variable. C'était beaucoup plus qu'un jardin actuel car on y avait non seulement des légumes mais par nécessité aussi toutes les plantes bisannuelles, pérennes (fruitiers) et celles qui se récoltent en automne (raves, oléagineux) ainsi que certaines productions de valeur comme les plantes textiles et tinctoriales. De plus une partie de l'hortus pouvait abriter des ruches, un élevage de volaille, une base pour alimenter une chèvre ou un animal de trait (âne, vache) avec une platebande de trèfle, de vesce ou de raves.
Les landes qui servaient de variable d'ajustement entre la disponibilité des terres et le nombre de travailleurs présents sur les grandes et moyennes exploitations étaient des zones pauvres. Elles ont survécu à la Révolution agricole jusque vers 1950, étaient cultivées épisodiquement et utilisées de la même façon que le saltus (pâturage et transfert de fertilité) ; pour en simplifier l'entretien, ces zones étaient de temps à autre incendiées. Saltus et landes peuvent être comparés à la zone hotspot du jardin à trois zones.

### Jardin à trois zones et permaculture
Le jardin à trois zones peut être globalement apprécié comme une adaptation des principes de la permaculture au jardinage, cependant quelques points sont à distinguer :
- la priorité absolue accordée à la zone de biodiversité (zone hotspot),
- les méthodes énergiques parfois employées pour atteindre les résultats souhaités comme le retrait de la couche arable pour créer la zone hotspot ou l'aménagement de superplatebandes, système qui ne respecte pas l'ordre d'empilement naturel des divers horizons constituant un sol.

### liens web
- Site Internet en langue allemande du réseau Hortus
- Site Internet du premier jardin à trois zones de Markus Gastl